# Yang Xu
Yang Xu (en chino tradicional: 楊旭; en chino simplificado: 杨旭; pinyin: Yáng Xù; nacido el 12 de febrero de 1988 en Dalian, Liaoning) es un futbolista chino que juega en el Tianjin Quanjian de la Superliga de China.

## Carrera
Yang Xu comenzó su carrera futbolística cuando hizo su debut para el Liaoning Whowin el 16 de abril de 2005, en la derrota de su club 0-1 contra el Shanghái Shenhua. Él anotó su primer gol para el club el 5 de mayo de 2005, la victoria 3-1 contra el Shenzhen Jianlibao.
La temporada siguiente Yang obtendría su establecimiento, con 20 presencias y 3 goles; sin embargo, la mayoría de sus apariciones vinieron de la banca. Para la temporada de 2008, todavía era un jugador de equipo tratando de establecerse como el principal goleador del equipo; sin embargo, fue incapaz de ayudar a Liaoning a evitar el descenso al final de la temporada. Permaneciendo con el club, Yang fue promovido al delantero principal en el inicio de la temporada de Liga 2009 y él les correspondería anotando 15 goles de la Liga en 22 apariciones, convirtiéndose en el segundo mejor goleador de la liga. Sus goles ayudaron al Liaoning a ganar el título de la división y la promoción inmediata a la máxima categoría.
El 27 de febrero de 2013, Yang fue transferido al Shandong Luneng de la Súper Liga China. Después de no poder hacer el equipo, Yang fue prestado al Changchun Yatai en julio de 2014 por el resto de la temporada de 2014.

## Carrera internacional
Después de un impresionante inicio de la temporada 2009, Yang fue llamado a la selección nacional a pesar de jugar para un equipo de la segunda división. Se estuvo presente desde en varios partidos amistosos antes de que se le diera su oportunidad de jugar en un partido de clasificación para la Copa Asiática en una victoria de 2-1 contra la selección de Vietnam, el 17 de enero de 2010, donde también marcó su primer gol. En 30 de marzo de 2011, anotó dos veces en una victoria de 3-0 contra Honduras y el 23 de julio de 2011, anotó un triplete en la victoria 7-2 contra Laos.

## Estadísticas

### Club
Actualizado al 16 de julio de 2016
| Desempeño en el club | Desempeño en el club | Desempeño en el club | Liga | Liga  | Copa | Copa  | Copa de liga | Copa de liga | Continental | Continental | Otro   | Otro   | Total | Total |
| Season               | Club                 | League               | Apps | Goles | Apps | Goles | Apps         | Goles        | Apps        | Goles       | Apps   | Goles  | Apps  | Goles |
| China PR             | China PR             | China PR             | Liga | Liga  | Copa | Copa  | CSL Cup      | CSL Cup      | Asia        | Asia        | Otros1 | Otros1 | Total | Total |
| -------------------- | -------------------- | -------------------- | ---- | ----- | ---- | ----- | ------------ | ------------ | ----------- | ----------- | ------ | ------ | ----- | ----- |
| 2005                 | Liaoning Whowin      | Superliga China      | 11   | 3     | 0    | 0     | 0            | 0            | -           | -           | -      | -      | 11    | 3     |
| 2006                 | Liaoning Whowin      | Superliga China      | 20   | 3     | 0    | 0     | -            | -            | -           | -           | -      | -      | 20    | 3     |
| 2007                 | Liaoning Whowin      | Superliga China      | 19   | 0     | -    | -     | -            | -            | -           | -           | -      | -      | 19    | 0     |
| 2008                 | Liaoning Whowin      | Superliga China      | 14   | 3     | -    | -     | -            | -            | -           | -           | -      | -      | 14    | 3     |
| 2009                 | Liaoning Whowin      | China League One     | 23   | 15    | -    | -     | -            | -            | -           | -           | -      | -      | 23    | 15    |
| 2010                 | Liaoning Whowin      | Superliga de China   | 27   | 11    | -    | -     | -            | -            | -           | -           | -      | -      | 27    | 11    |
| 2011                 | Liaoning Whowin      | Superliga de China   | 29   | 9     | 0    | 0     | -            | -            | -           | -           | -      | -      | 29    | 9     |
| 2012                 | Liaoning Whowin      | Superliga de China   | 28   | 8     | 4    | 2     | -            | -            | -           | -           | -      | -      | 32    | 10    |
| 2013                 | Shandong Luneng      | Superliga de China   | 22   | 4     | 1    | 0     | -            | -            | -           | -           | -      | -      | 23    | 4     |
| 2014                 | Shandong Luneng      | Superliga de China   | 7    | 0     | 0    | 0     | -            | -            | 2           | 0           | -      | -      | 9     | 0     |
| 2014                 | Changchun Yatai      | Superliga de China   | 11   | 2     | 0    | 0     | -            | -            | -           | -           | -      | -      | 11    | 2     |
| 2015                 | Shandong Luneng      | Superliga de China   | 28   | 7     | 4    | 2     | -            | -            | 5           | 6           | 0      | 0      | 37    | 15    |
| 2016                 | Shandong Luneng      | Superliga de China   | 17   | 3     | 1    | 0     | -            | -            | 8           | 4           | -      | -      | 26    | 7     |
| Total                | China PR             | China PR             | 256  | 68    | 10   | 4     | 0            | 0            | 15          | 10          | 0      | 0      | 281   | 82    |

1Otros torneos incluye Súper Copa de China.

### Selección nacional
Actualizado al 24 de marzo de 2016.
Resultados de los partidos ordenados primero China y luego el rival.
| No                                     | Fecha                    | Sede                                               | Oponente   | Marcador | Resultado | Competición                                    |
| -------------------------------------- | ------------------------ | -------------------------------------------------- | ---------- | -------- | --------- | ---------------------------------------------- |
| 1.                                     | 17 de enero de 2010      | Estadio Nacional My Dinh, Hanói, Vietnam           | Vietnam    | 1–0      | 2–1       | Clasificación para la Copa Asiática Catar 2011 |
| 2.                                     | 17 de noviembre de 2010  | Estadio Tuodong, Kunming, China                    | Letonia    | 1–0      | 1–0       | Amistoso                                       |
| 3.                                     | 18 de diciembre de 2010  | Centro Deportivo de Zhuhai, Zhuhai, China          | Estonia    | 3–0      | 3–0       | Amistoso                                       |
| 4.                                     | 29 de marzo de 2011      | Centro Deportivo de Wuhan, Wuhan, China            | Honduras   | 2–0      | 3–0       | Amistoso                                       |
| 5.                                     | 29 de marzo de 2011      | Centro Deportivo de Wuhan, Wuhan, China            | Honduras   | 3–0      | 3–0       | Amistoso                                       |
| 6.                                     | 23 de julio de 2011      | Estadio Tuodong, Kunming, China                    | Laos       | 1–2      | 7–2       | Clasificación para la Copa Mundial Brasil 2014 |
| 7.                                     | 23 de julio de 2011      | Estadio Tuodong, Kunming, China                    | Laos       | 3–2      | 7–2       | Clasificación para la Copa Mundial Brasil 2014 |
| 8.                                     | 23 de julio de 2011      | Estadio Tuodong, Kunming, China                    | Laos       | 4–2      | 7–2       | Clasificación para la Copa Mundial Brasil 2014 |
| 9.                                     | 28 de julio de 2011      | Nuevo Estadio Nacional de Laos, Vientián, Laos     | Laos       | 6–1      | 6–1       | Clasificación para la Copa Mundial Brasil 2014 |
| 10.                                    | 28 de julio de 2013      | Estadio Olímpico de Seúl, Songpa-gu, Corea del Sur | Australia  | 3–1      | 4–3       | Campeonato de Fútbol del Este de Asia 2013     |
| 11.                                    | 10 de septiembre de 2013 | Estadio Olímpico de Tianjin, Tianjin, China        | Malasia    | 2–0      | 2–0       | Amistoso                                       |
| 12.                                    | 4 de septiembre de 2014  | Centro Deportivo Anshan, Anshan, China             | Kuwait     | 1–1      | 3–1       | Amistoso                                       |
| 13.                                    | 10 de octubre de 2014    | Centro Deportivo de Wuhan, Wuhan, China            | Tailandia  | 3–0      | 3–0       | Amistoso                                       |
| 14.                                    | 13 de diciembre de 2014  | Centro Deportivo de Chenzhou, Chenzhou, China      | Kirguistán | 3–0      | 4–0       | Amistoso1                                      |
| 15.                                    | 13 de diciembre de 2014  | Centro Deportivo de Chenzhou, Chenzhou, China      | Kirguistán | 4–0      | 4–0       | Amistoso1                                      |
| 16.                                    | 17 de diciembre de 2014  | Evergrande Football Base, Qingyuan, China          | Kirguistán | 2–0      | 2–0       | Amistoso1                                      |
| 17.                                    | 3 de enero de 2015       | Estadio Campbelltown, Campbelltown, Australia      | Omán       | 4–1      | 4–1       | Amistoso1                                      |
| 18.                                    | 27 de marzo de 2015      | Estadio Helong, Changsha, China                    | Haití      | 1–1      | 2–2       | Amistoso                                       |
| 19.                                    | 16 de junio de 2015      | Estadio Changlimithang, Timbú, Bután               | Bután      | 1–0      | 6–0       | Clasificación para la Copa Mundial Rusia 2018  |
| 20.                                    | 16 de junio de 2015      | Estadio Changlimithang, Timbú, Bután               | Bután      | 3–0      | 6–0       | Clasificación para la Copa Mundial Rusia 2018  |
| 21.                                    | 16 de junio de 2015      | Estadio Changlimithang, Timbú, Bután               | Bután      | 5–0      | 6–0       | Clasificación para la Copa Mundial Rusia 2018  |
| 22.                                    | 12 de noviembre de 2015  | Estadio Helong, Changsha, China                    | Bután      | 2–0      | 12–0      | Clasificación para la Copa Mundial Rusia 2018  |
| 23.                                    | 12 de noviembre de 2015  | Estadio Helong, Changsha, China                    | Bután      | 4–0      | 12–0      | Clasificación para la Copa Mundial Rusia 2018  |
| 24.                                    | 12 de noviembre de 2015  | Estadio Helong, Changsha, China                    | Bután      | 6–0      | 12–0      | Clasificación para la Copa Mundial Rusia 2018  |
| 25.                                    | 12 de noviembre de 2015  | Estadio Helong, Changsha, China                    | Bután      | 8–0      | 12–0      | Clasificación para la Copa Mundial Rusia 2018  |
| 26.                                    | 24 de marzo de 2016      | Centro Deportivo de Wuhan, Wuhan, China            | Maldivas   | 2–0      | 4–0       | Clasificación para la Copa Mundial Rusia 2018  |
| 1:Partidos internacionales no FIFA 'A' |                          |                                                    |            |          |           |                                                |

## Palmarés

### Club
Liaoning Whowin
- Primera Liga China: 2009

Shandong Luneng
- Supercopa de China: 2015

### Selección nacional
Sub-17 de China
- Campeonato Sub-17 de la AFC: 2004

Selección de fútbol de China
- Campeonato de Fútbol del Este de Asia: 2010

### Individual
Goles
- en la Primera Liga China 2009: (15 goles)
- en la Liga de Campeones de la AFC 2015: (6 goles)